# Jakuziyeh
Jakuziyeh (tiếng Ả Rập: الجاكوسية) là một ngôi làng Syria nằm ở phó huyện Al-Saan ở huyện Salamiyah, Hama. Theo Cục Thống kê Trung ương Syria (CBS), Jakuziyeh có dân số 333 trong cuộc điều tra dân số năm 2004.